# Jeremy London
Jeremy Michael London (7 de noviembre de 1972 en San Diego, California) es un actor estadounidense. Es reconocido por sus papeles recurrentes en las series de televisión Party of Five, 7th Heaven y I'll Fly Away, al igual que por su notable rol de reparto en la película Gods and Generals y por sus papeles protagónicos en la comedia del director Kevin Smith Mallrats y en la película de suspenso The Babysitter, junto a Alicia Silverstone.

## Carrera
London nació en San Diego, California. Su hermano gemelo, Jason, también es actor. Jeremy se ha desempeñado mayormente en televisión mientras Jason ha optado por centrarse en el mundo del cine. Entre 1991 y 1993, Jeremy interpretó a Nathan en la serie de televisión I'll Fly Away. A partir de ese momento realizó participaciones en importantes series estadounidenses como Party of Five y 7th Heaven, donde actuó hasta el año 2004. Sus créditos en cine incluyen Mallrats y The Babysitter (1995), Levitation (1997), Get a Job (1998) y Gods and Generals (2003).
London apareció en la cuarta temporada del programa de televisión Celebrity Rehab with Dr. Drew, presentado por el canal Vh1 entre diciembre de 2010 y enero de 2011, realizando terapia para tratar su adicción a las drogas en el centro de recuperación de Pasadena, en California.

## Filmografía
| Año       | Título                              | Rol                                | Notas |
| --------- | ----------------------------------- | ---------------------------------- | ----- |
| 1991      | In Broad Daylight                   |                                    | TV    |
| 1991      | A Seduction in Travis County        |                                    | TV    |
| 1991–1993 | I'll Fly Away                       | Nathaniel Bedford                  | TV    |
| 1993      | Route 66                            |                                    | TV    |
| 1993      | Angel Falls                         | Sonny Snow                         | TV    |
| 1995      | Breaking Free                       | Rick Chilton                       |       |
| 1995      | White Wolves II: Legend of the Wild | Mason                              |       |
| 1995      | The Babysitter                      | Jack                               |       |
| 1995      | Mallrats                            | T.S. Quint                         |       |
| 1995      | A Mother's Gift                     | John Deal                          | TV    |
| 1995–2000 | Party of Five                       | Griffin Holbrook                   | TV    |
| 1997      | Bad to the Bone                     | Danny Wells                        | TV    |
| 1997      | Happenstance                        | Jeff                               | TV    |
| 1997      | Levitation                          | Bob                                |       |
| 1997      | Perversions of Science              | Billy Rabe                         | TV    |
| 1998      | Get a Job                           | Tony Thompson / Philip             |       |
| 1998      | The Defenders: Taking the First     | Wyman James                        | TV    |
| 1999      | Journey to the Center of the Earth  | Jonas Lytton                       | TV    |
| 2001      | Romantic Comedy 101                 | Patrick                            | TV    |
| 2001      | The Outer Limits                    | Chris                              | TV    |
| 2002–2004 | 7th Heaven                          | Chandler Hampton                   | TV    |
| 2003      | Gods and Generals                   | Capt. Alexander 'Sandie' Pendleton |       |
| 2003      | Descendant                          | Ethan Poe / Frederick Usher        |       |
| 2004      | Crossing Jordan                     | Louis Jeffries                     | TV    |
| 2006      | What I Did for Love                 | James                              | TV    |
| 2006      | Basilisk: The Serpent King          | Dr. Harrison McColl                | TV    |
| 2006      | Kiss Me Again                       | Julian                             |       |
| 2007      | Tell Me You Love Me                 | Nate                               | TV    |
| 2008      | Next of Kin                         | Chris                              |       |
| 2008      | Fatal Secrets                       | Andy                               |       |
| 2008      | The Grift                           | Jackson Armstrong                  |       |
| 2008      | Strokes                             | Wade Hamilton                      | TV    |
| 2008      | Ba'al                               | Helm                               | TV    |
| 2009      | Do You Know Me                      | Jake Farber                        | TV    |
| 2009      | Wolvesbayne                         | Russel Bayne                       | TV    |
| 2009      | Chasing the Green                   | Adam Franklin                      |       |
| 2009      | Laundry                             | Policía                            |       |
| 2009      | Lost Dream                          | Dr. Reeves                         |       |
| 2009      | The Terminators                     | Kurt                               | Video |
| 2010      | House Under Siege                   | Ralph                              |       |
| 2010      | Q for Death                         | Detective Matt Lombardi            | Video |
| 2010      | The Divided                         | Aaron                              |       |
| 2010      | Trance                              | Whateley                           |       |
| 2010      | Drop Dead Gorgeous                  | Robert Baker                       |       |
| 2010      | Scavengers                          | Black Devert                       |       |
| 2010      | Opponent                            | Brooklyn Davis                     |       |
| 2010      | Hollywood & Wine                    | Jean Luc Marceau                   |       |
| 2010      | Rain from the Stars                 | Randy                              |       |
| 2010      | Scratching the Surface              | Jake                               |       |
| 2010      | Celebrity Rehab with Dr. Drew       | Él mismo                           | TV    |
| 2010      | Alien Opponent                      |                                    |       |
| 2011      | Snow Beast                          | Barry                              |       |
| 2012      | Don't Pass Me By                    | Greg Phillips                      |       |
| 2016      | Girl in Woods                       | Jim                                |       |
| 2016      | MacGyver                            | Chuck Lawson                       |       |